# Tetrasarus similis
Tetrasarus similis är en skalbaggsart som beskrevs av Chemsak och Hovore 2002. Tetrasarus similis ingår i släktet Tetrasarus och familjen långhorningar.
Artens utbredningsområde är Panama. Inga underarter finns listade i Catalogue of Life.